# Eriocaulon ratnagiricum
Eriocaulon ratnagiricum är en gräsväxtart som beskrevs av S.R.Yadav, S.P.Gaikwad och Sardesai. Eriocaulon ratnagiricum ingår i släktet Eriocaulon och familjen Eriocaulaceae. IUCN kategoriserar arten globalt som akut hotad. Inga underarter finns listade i Catalogue of Life.